# 광도 (옹진군)
광도(廣島)는 인천광역시 옹진군 영흥면에 있는 섬이다. 선재대교 북동쪽 1.5km, 대부중학교 서쪽 2km 지점에 위치한다.